# Drapeau des Émirats arabes unis
Le drapeau des Émirats arabes unis est le pavillon national et le drapeau national de la fédération des Émirats arabes unis. Il a été adopté le 2 décembre 1971 à la suite d'un concours national. Il contient les couleurs panarabes qui symbolisent l'unité arabe. 
- Le noir, symbolise les richesses en pétrole du pays.
- Le blanc, la neutralité de l’État.
- Le vert, la fertilité du pays.
- Le rouge, l'unité de l’État

Les navires de commerce peuvent arborer le pavillon civil alternatif, un drapeau rouge avec le drapeau national du canton. Emirates Airlines utilise le drapeau des EAU dans sa livrée.
Les sept émirats utilisent le drapeau fédéral de manière interchangeable comme drapeau de l'émirat.

## Drapeaux des émirats constitutifs de l'union

Émirat d'Abu Dhabi
Émirat de Dubaï
Émirat de Sharjah
Émirat d'Ajman
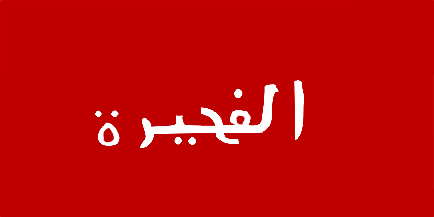
Émirat de Fujaïrah
Émirat de Ras al-Khaimah
Émirat d'Umm al-Qaywayn